# 園原りか
園原 りか（そのはら りか、1986年12月3日 - ）は、日本の元AV女優。
北海道出身。ティーパワーズ所属。
同じAV女優の園原みかとは姉妹であり、2人の共演作がある。

## プロフィール
- 趣味：音楽鑑賞
- 特技：料理

## 略歴
- 2006年に『新人×ギリギリモザイク』でエスワンよりAVデビュー。

## 出演作品

### イメージビデオ
- 裸体（2006年5月30日、シャッフル）

### アダルトビデオ
2006年
- 新人×ギリギリモザイク 新人ギリギリモザイク（7月7日、エスワン）
- ギリギリモザイク 6つのコスチュームでパコパコ!（8月7日、エスワン）
- ギリギリモザイク りかのセックスじっくり見せてあげる（9月7日、エスワン）
- ギリギリモザイク 街で噂のエッチな姉妹3（10月19日、エスワン）共演:神咲アンナ
- ギリギリモザイク ネットリ濃厚セックス（11月7日、エスワン）
- ギリギリモザイク 妄想的特殊浴場 本指名（12月7日、エスワン）
- ギリギリモザイク りかとのパコパコ新婚生活♥（12月19日、エスワン）

2007年
- ギリギリモザイク 癒し美少女の絶叫FUCK（1月7日、エスワン）
- ギリギリモザイク バコバコ乱交23（2月7日、エスワン）
- ウブなセックスたっぷり見せちゃうぞ3（2月19日、エスワン）
- 極 本番（4月6日、GLAY'z）
- 学校で中出し（5月2日、GLAY'z）
- 生中出し（6月8日、GLAY'z）
- 美人秘書 中出し20連発（8月4日、アイエナジー）
- 狂乱アクメ 執行番号15（9月21日、プレステージ）共演:園原みか
- 極上トリプル潮吹き絶頂アクメ 潮吹き総量30リットル ここまで出ちゃう?!イキまくりヤリまくりの潮吹きカーニバル（11月7日、SODクリエイト）共演:高瀬七海、京野明日香

2008年
- 会員制ロ●ータ美術館（2月21日、V&Rプロダクツ）共演:永瀬あき、愛音ゆう、並樹ゆりあ、瀬戸ひなた、杏野まひる、飯島くらら、桜沢みゆ
- 制服美女 電マ放置（2月25日、アロマ企画）他出演:東野愛鈴
- おしかりクラブ（2月25日、しのだプロジェクト）共演:朝倉みき、仲咲千春、植村明日香、吉野一花
- JYUON／汁怨 流しザーメン』月嶋千恵（3月31日、Tokyo Hot）月嶋千恵 名義
- ハイスクール角オナニー（4月19日、アロマ企画）他出演:神楽恵、小日向ゆい、川瀬七夏、若槻めい、橘はるな、蒼月ひかり
- 中出し女子校生暴行〜狙われた制服美女3時間〜（5月9日、ビッグモーカル）他出演:あいかわゆら、羽野理沙、夏川るい、坂本愛海、夢美ここ
- 新・素人女子校生 ［CLASS－A］ 3（6月13日、ビッグモーカル）他出演:あいかわゆら、羽野理沙、夏川るい、坂本愛海、夢美ここ
- SIMPLE1980 THEフェラチオ 完全撮り下し 3（7月11日、ビッグモーカル）他出演:あいかわゆら、佐伯実里、妃乃ひかり、浅田ちち、葉月奈穂、鮎川なお、南憂蘭、星野優奈、永瀬あき
- 逆ナンパ部屋風 花びら回転サロン（9月25日、アロマ企画）共演:七海、遥ゆりあ 他出演:川峰さくら、小坂めぐる、紅りんご
- KARMAファン感謝祭 コレで見納め?!ロリロリバスツアーFINAL（10月13日、カルマ）他多数共演

2009年
- カワイイ子だけに中出ししちゃいました。 4時間 4（1月9日、TMA）他出演:あすかりの、愛沢ひな、高瀬七海、愛嶋リーナ、大空あかね、上原のぞみ、佐々木渚紗
- 強制小便口浣腸 イラマ少女（1月19日、ドグマ）
- 人のチンポコを笑うな（2月19日、ドグマ）
- ハード・アナル アナル解禁・初めてのアナルFUCK（3月19日、ドグマ）
- フェラチオが大好きな、おもらし恥女のエロSEX（5月13日、AVS）
- 生中出し 新入女子社員 5（6月26日、メディアステーション）他出演:吉沢みなみ、星野さら、平井綾、今井なつみ

2012年
- TOHJIRO・体液ベストセレクション No1 （1月19日、ドグマ）他出演:つぼみ、紅音ほたる、浜崎りお、妃乃ひかり、泉まりん、夏芽涼、大沢佑香、工藤れいか、鮎川なお、京野明日香、若槻朱音、村上里沙、綾瀬桃子、愛音まひろ、真崎寧々、くるみ

## TV出演

### テレビドラマ
- 特命係長 只野仁（3rdシーズン）第27話（2007年2月16日、テレビ朝日）
- Xenos 見知らぬ人（2007年、テレビ東京）

### テレビ・バラエティー
- 朝までたけし的ショー（2007年1月2日、テレビ朝日）